# Begonia acaulis
Espèce
Begonia acaulis est une espèce de plantes de la famille des Begoniaceae. Ce bégonia tubéreux est originaire de Papouasie-Nouvelle-Guinée.

## Description
C'est une plante vivace, tubéreuse, très charnue dans son ensemble et dont les tiges, pédoncules, pétioles et les nervures au revers des feuilles sont rougeâtres. Les feuilles disposées en rosette sont vertes et poilues en surface, presque rondes, faiblement asymétriques et terminées en pointe. Elles sont finement dentelées. Les fleurs, au pétales roses et cœur jaune, sont portées par une inflorescence peu ramifiée. Le fruit est une capsule ailée.

## Répartition géographique
Cette espèce est originaire de Papouasie-Nouvelle-Guinée où elle pousse sur les rochers dans des forêts humides, à une altitude de  450-500 m.

## Classification
L'espèce fait partie de la section Diploclinium du genre Begonia, famille des Begoniaceae ; elle a été décrite en 1943 par les botanistes américains Elmer Drew Merrill (1876-1956) et Lily May Perry (1895-1992).
L'épithète spécifique, acaulis, signifie « qui n'a presque pas de tige ».
Publication originale : Journal of the Arnold Arboretum 24(1): 43, f. 1, l–q. 1943.